# Spitamas (Amytis)
Spitamas (* vor 565 v. Chr.; † 550 v. Chr.) galt nach den Berichten des Ktesias von Knidos als Ehemann von Amytis, der Tochter des medischen Königs Astyages.
Der Historiker Ktesias von Knidos erwähnt, dass Asytages 550 v. Chr. nach der Niederlage gegen Kyros II. vom Schlachtfeld in den Palast nach Ekbatana floh und dort von Spitamas und dessen Frau Amytis versteckt wurde. Um den Aufenthaltsort zu erfahren, nahm Kyros II. daraufhin Spitamas und Amytis als Geisel. Spitamas gab vor, den Aufenthaltsort von Astyages nicht zu kennen. Als Kyros II. verärgert die Folterung beider anordnen wollte, stellte sich Asytages freiwillig. Die Ehe von Amytis und Spitamas wurde mit der Begründung, dass Spitamas Kyros II. angelogen hatte, durch die Hinrichtung des Spitamas beendet.
Keilschriftliche Belege liegen nicht vor, weshalb die Angaben von den Historikern angezweifelt werden.